# Ernst Mayr
Ernst Mayr, född 5 juli 1904 i Kempten (Allgäu), död 3 februari 2005 i Bedford, Massachusetts, var en tysk-amerikansk biolog verksam inom zoologi, evolutionsbiologi och biologins filosofi. Han räknas av många som en av de främsta teoretikerna inom den moderna evolutionära syntesen och som en av de viktigaste naturforskarna under 1900-talet.
Redan som pojke var Mayr intresserad av fåglar. 1923 skrev han, med zoologen Erwin Stresemanns hjälp, en avhandling om den rödhuvade dykanden som förekom nära hans bostad. Först började han studera medicin vid Greifswalds universitet men efter kort tid övergick han till Berlins zoologiska museum och studerade zoologi. Redan vid 21 års ålder blev han doktor.
Med hjälp av Erwin Stresemann genomförde Mayr 1928–1930 en forskningsresa till Nya Guinea och Salomonöarna där han samlade in många fåglar åt baronen Lionel Walter Rothschild. 1931 flyttade Mayr till New York där han stannade i 20 år och blev ansvarig för fågelsamlingen hos American Museum of Natural History.
1953 flyttade han till Harvard University i Cambridge, Massachusetts som föreståndare för Museum of Comperative Zoology. Han blev en förespråkare för evolutionsteorin som förut uppskattades mindre i USA. 1975 blev han professor emeritus men han arbetade fram till sin död vid universitetets zoologiska museum.
1999 tilldelades han Crafoordpriset av Kungliga Vetenskapsakademin.

## Skrifter (urval)
- Systematics and the Origin of Species (1942)
- Methods and Principles of Systematic Zoology (1953)
- Animal Species and Evolution (1963)
- The Growth of Biological Thought (1982)
- Toward a New Philosophy of Biology (1988)
- One long argument: Charles Darwin and the Genesis of Modern Evolutionary Thought (1991)
- This is Biology: The Science of the Living World (1998)
- What Evolution is (2001)